# Tratado de París (1763)

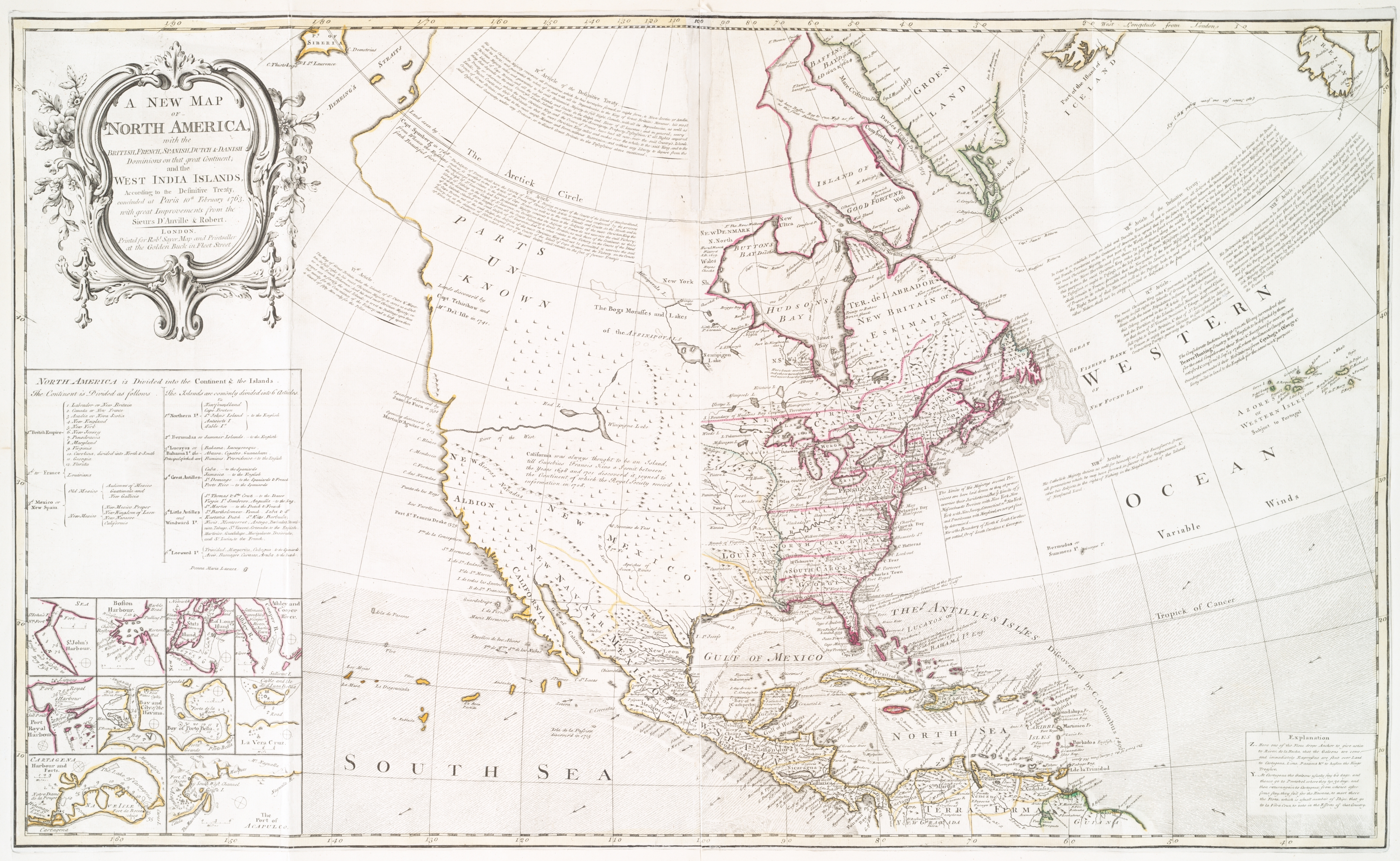
"A new map of North America": con los dominios británicos, franceses, españoles, neerlandeses y daneses en el gran continente y las islas de las Indias Occidentales, de acuerdo con el tratado definitivo celebrados en París el 10 de febrero de 1763 (publicado en Londres en 1763? por Sayer, obra de los cartógrafos Vaugondy, Sayer y Bourguignon).

La guerra de los Siete Años terminó en 1763. El 10 de febrero, el Tratado de París fue firmado por el duque Choiseul, el marqués de Grimaldi y el duque de Bedford. William Pitt se había empecinado en mantener vivo el conflicto hasta lograr el aniquilamiento de las fuerzas del Reino de Francia.
Los tratados de paz que pusieron fin a la Guerra de los Siete Años representaron una victoria para el Reino de Gran Bretaña y el Reino de Prusia. Para el Reino de Francia supusieron la pérdida de la mayor parte de sus posesiones en América y Asia. La firma de la paz tuvo las siguientes implicaciones: 
- Francia devuelve a Gran Bretaña la isla de Menorca,[2] invadida durante la contienda, y le entrega sus posesiones en la India a excepción de cinco plazas Puducherry, Mahe, Yanam, Karaikal y Chandernagor. En América le cede Canadá, los territorios al este del río Misisipi (excepto Nueva Orleans), Isla de Cabo Bretón, Dominica, Granada, San Vicente y Tobago.[3]

- Gran Bretaña obtiene de España la Florida, las colonias al este y sureste del Misisipi.

- España obtiene de Francia la Luisiana (Tratado de Fontainebleau) y de Gran Bretaña la devolución del puerto de La Habana y de la ciudad de Manila (Filipinas), ocupadas durante la guerra.

- Francia conserva la Isla de Gorea y Saint Louis (Senegal), los derechos de pesca en las costas de Terranova y las islas de San Pedro y Miquelón (británicas desde 1713). Gran Bretaña le devuelve Guadalupe y Martinica.

- El Reino de Portugal obtiene de España la devolución de la Colonia del Sacramento, la Isla San Gabriel y Almeida.

El 15 de febrero se firmó el Tratado de Hubertusburg que confirmó a Silesia como posesión prusiana y convirtiendo a esta última en potencia europea bajo el reinado de Federico II el Grande.